# Comuna Crizbav, Brașov
Crizbav (în germană Krebsbach, în maghiară Krizba) este o comună în județul Brașov, Transilvania, România, formată din satele Crizbav (reședința) și Cutuș.

## Așezare geografică
Comuna Crizbav este situată la 24 km de Brașov, în partea sudică a munților Perșani. Comuna aparține regiunii istorice Țara Bârsei și se află la 10 km de DN 13 și la 6 km de DN 1.
Comuna Crizbav se învecinează:
- la nord cu comunele Comăna și Măieruș;
- la est cu comuna Feldioara;
- la sud cu comuna Hălchiu;
- la vest cu comunele Dumbrăvița și Părău.

Altitudinea comunei este de 572 m, culmile: Vârful Horezu-1055 m și Vârful Cetății–1104 m de la poalele Munților Perșani, fiind cele mai înalte din zonă.

## Scurt istoric
Primele atestări documentare ale comunei datează din anul 1335.
Denumirea germană a comunei Crizbav, Krebsbach, înseamnă Valea Racilor.
Cetatea Crizbav a fost folosită ca turn militar de observație, conform diplomelor lui Ludovic cel Mare din 1344 și a lui Ștefan Bathory din 1484.
Sat până în 2002, potrivit legii 605 din 6 noiembrie 2002, „se înființează comuna Crizbav, județul Brașov, având în componență satele Crizbav și Cutuș, care provin din comuna Hălchiu, județul Brașov. Reședința comunei Crizbav se stabilește în satul Crizbav.” 

## Obiective turistice

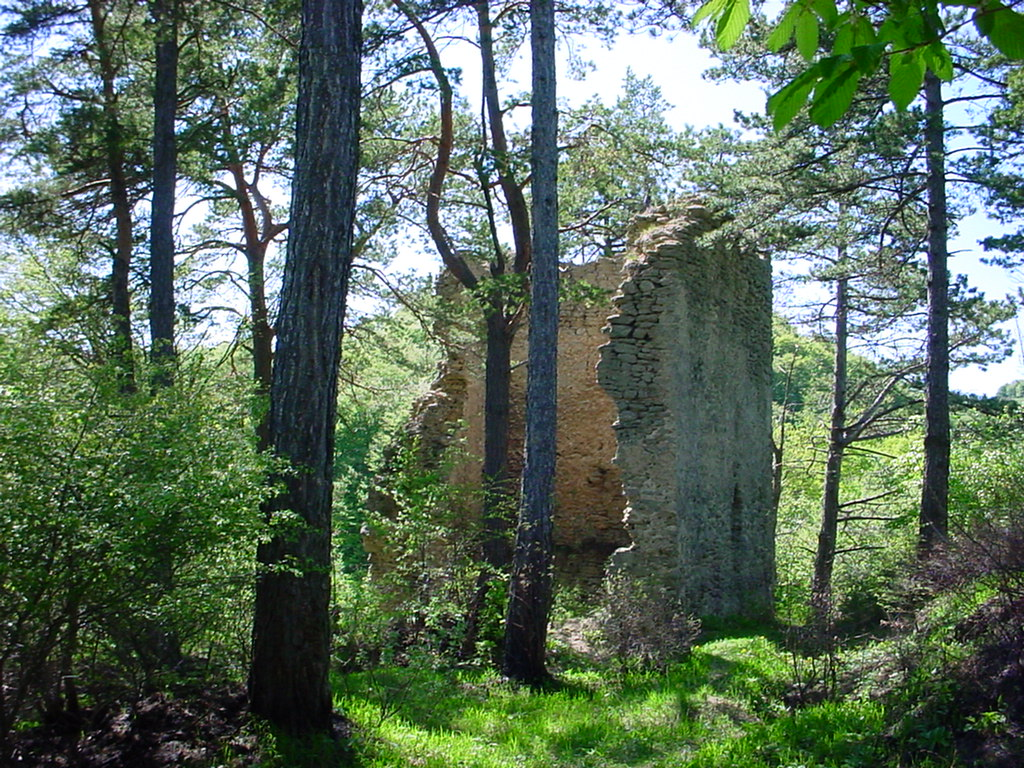
Ruinele cetății Heldenburg - Crizbav (Turnul de la intrare)

- Situl arheologic de la Crizbav, cod LMI 2004: BV-I-s-A-11273
  - Fortificație medievală, cod LMI 2004: BV-I-m-A-11273.01
  - Așezare hallstattiană, cod LMI 2004: BV-I-m-A-11273.02
  - Fortificație dacică, cod LMI 2004: BV-I-m-A-11273.03
- Biserica evanghelică-luterană Crizbav[3]
- Biserica ortodoxă cu hramul „Înălțarea Domnului”[4][5]

## Demografie
Componența etnică a comunei Crizbav
     Români (80,79%)
     Maghiari (9,55%)
     Alte etnii (0,54%)
     Necunoscută (9,11%)
Componența confesională a comunei Crizbav
     Ortodocși (56%)
     Penticostali (22,97%)
     Evanghelici luterani (9,49%)
     Alte religii (1,96%)
     Necunoscută (9,59%)
Conform recensământului efectuat în 2021, populația comunei Crizbav se ridică la 2.952 de locuitori, în creștere față de recensământul anterior din 2011, când fuseseră înregistrați 2.518 locuitori. Majoritatea locuitorilor sunt români (80,79%), cu o minoritate de maghiari (9,55%), iar pentru 9,11% nu se cunoaște apartenența etnică. Din punct de vedere confesional, majoritatea locuitorilor sunt ortodocși (56%), cu minorități de penticostali (22,97%) și evanghelici luterani (9,49%), iar pentru 9,59% nu se cunoaște apartenența confesională.

## Politică și administrație
Comuna Crizbav este administrată de un primar și un consiliu local compus din 13 consilieri. Primarul, Árpád Jakab[*], de la Uniunea Democrată Maghiară din România, este în funcție din 1 noiembrie 2024. Începând cu alegerile locale din 2024, consiliul local are următoarea componență pe partide politice:
|  | Partid                                 | Consilieri | Componența Consiliului | Componența Consiliului | Componența Consiliului | Componența Consiliului | Componența Consiliului | Componența Consiliului | Componența Consiliului | Componența Consiliului | Componența Consiliului | Componența Consiliului |
|  | -------------------------------------- | ---------- | ---------------------- | ---------------------- | ---------------------- | ---------------------- | ---------------------- | ---------------------- | ---------------------- | ---------------------- | ---------------------- | ---------------------- |
|  | Uniunea Democrată Maghiară din România | 10         |                        |                        |                        |                        |                        |                        |                        |                        |                        |                        |
|  | Partidul Social Democrat               | 2          |                        |                        |                        |                        |                        |                        |                        |                        |                        |                        |
|  | Partidul Național Liberal              | 1          |                        |                        |                        |                        |                        |                        |                        |                        |                        |                        |

### Primarii comunei
- 2004[10] - 2008 - Balași Sorin, de la PD
- 2008[11] - 2012 - Balași Sorin, de la PDL
- 2012[12] - 2016 - Balași Sorin, de la PDL
- 2016[13] - 2020 - Balași Sorin, de la PSD
- 2020[14] - 2024 - Balași Sorin, de la PSD

Începând din 5 mai 2021, viceprimarul Iakab Arpad de la UDMR are atribuții de primar, având în vedere condamnarea definitivă a primarului Sorin Balași, care are și interdicție de a ocupa funcții publice.